# كورت غروبر
كورت غروبر (بالألمانية: Kurt Gruber)‏ هو طيار نمساوي، ولد في 1896 في لينتس في النمسا، وتوفي في 4 أبريل 1918 في Primolano ‏ في إيطاليا بسبب قتل في المعركة.